# Endothiodontidae

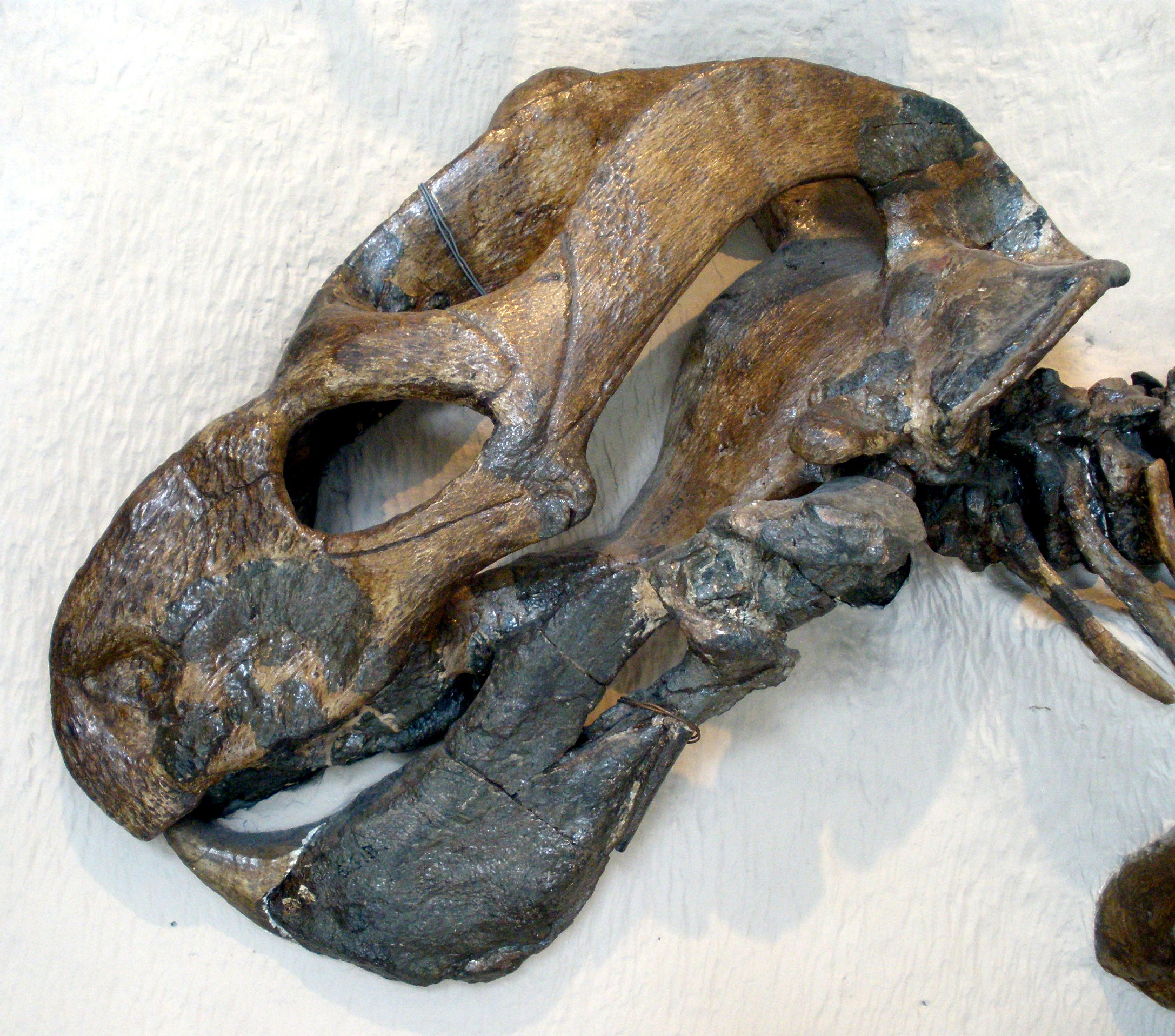
Череп Endothiodon bathystoma в Американському музеї природознавства

Endothiodontidae — родина дицинодонтів, що існувала у пізній пермі. Скам'янілості представників родини знайдені у Південній Африці.

## Роди
- Chelydontops
- Endothiodon
- Lanthanostegus
- Pachytegos